# قنات دم بره خیرآباد
قنات دم بره خیرآباد مربوط به دوره قاجار است و در شهرستان شهرکرد، روستای خیرآباد واقع شده است. این اثر در تاریخ ۱۱ مرداد ۱۳۸۴ با شمارهٔ ثبت ۱۲۴۰۹ به‌عنوان یکی از آثار ملی ایران به ثبت رسیده است.